# Pointe-Lebel
Pointe-Lebel è un villaggio del Canada, situato nella provincia del Québec, nella regione di Côte-Nord.